# Tipula grandis
Tipula grandis är en tvåvingeart som beskrevs av Georg Wolfgang Franz Panzer 1804. Tipula grandis ingår i släktet Tipula och familjen storharkrankar. Inga underarter finns listade i Catalogue of Life.